# FC Daugava
FC Daugava var en fotbollsklubb i Daugavpils i Lettland. 
Klubben bildades 2001 som FK Ditton men antog namnet Daugava 2006 efter att klubben köpts av en ukrainsk affärsman. Namnet Daugava är förutom floden med samma namn som rinner genom Lettland tätt förknippat med Lettlands främsta klubb under sovjettiden, FK Daugava Rīga. Efter att Daugava Rīga upplöstes 1991 har flera klubbar döpts om till Daugava. Trots att FK Ditton bildades 2001 och inte har någon koppling till Daugava Riga antog klubben efter namnbytet en logotyp som innehöll Daugava Rigas grundandeår, 1944.

## Meriter
- Latvijas futbola Virslīga, vinnare
  - 2012
- Lettiska cupen, vinnare
  - 2008
- Lettiska supercupen, vinnare
  - 2013